# Clytellus konstantinovi
Clytellus konstantinovi es una especie de escarabajo longicornio del género Clytellus, tribu Clytellini, orden Coleoptera. Fue descrita científicamente por Miroshnikov en 2020.

## Descripción
Mide 6,1 milímetros de longitud.

## Distribución
Se distribuye por Malasia (Borneo).